# Emil Manfeldt Jakobsen
Emil Manfeldt Jakobsen (* 24. Januar 1998 in Kerteminde, Dänemark) ist ein dänischer Handballspieler, der zumeist als linker Außenspieler eingesetzt wird.

## Karriere

### Verein
Der 1,90 m große und 90 kg schwere Rechtshänder begann mit dem Handballspiel in seiner Heimatstadt beim Kerteminde HK. Nach seinem Wechsel in die Jugendabteilung von GOG in Gudme debütierte er in der Saison 2016/17 in der dänischen Håndboldligaen. Mit Gudme wurde er 2017/18 Dritter und 2018/19 Vizemeister, in beiden Spielzeiten wurde er zum Talent des Jahres gewählt. 2019 gewann er mit GOG den dänischen Pokal. In der auf Grund der Corona-Pandemie abgebrochenen Saison 2019/20 lag er mit seiner Mannschaft nach 24 von 26 Hauptrundenpartien auf dem zweiten Rang. Dabei war er mit 133/58 Toren fünftbester Schütze der Liga. Zur Saison 2021/22 wechselte er zum deutschen Bundesligisten SG Flensburg-Handewitt. 2024 gewann er mit der SG die EHF European League. Dabei traf er im Final Four 18 seiner 19 Würfe.
Bei den EHF Excellence Awards im Jahr 2024 wurde er als bester linker Außenspieler der zurückliegenden Spielzeit ausgezeichnet.

### Nationalmannschaft
In der dänischen Nationalmannschaft debütierte Emil Jakobsen am 10. April 2019 gegen Montenegro. Er bestritt bisher 93 Länderspiele, in denen er 317 Tore erzielte.
Bei der Weltmeisterschaft 2021 brach er mit zwölf Toren in seinem ersten Spiel den erst acht Tage zuvor von Mathias Gidsel aufgestellten Torrekord (10) für dänische WM-Debütanten. Beim Endspielerfolg über Schweden kam er nicht zum Einsatz. Mit Dänemark gewann er bei den Olympischen Spielen in Tokio die Silbermedaille. Bei der Europameisterschaft 2022 gewann er mit Dänemark die Bronzemedaille. Im Januar 2023 verteidigte er mit dem Team den Weltmeistertitel. Beim Gewinn der Silbermedaille bei der Europameisterschaft 2024 kam er in allen neun Spielen zum Einsatz und warf 20 Tore. Bei den Olympischen Spielen 2024 in Paris gewann er die Goldmedaille. Bei der Weltmeisterschaft 2025 warf er 45 Tore in neun Partien und wurde mit dem Team erneut Weltmeister.

## Privates
Jakobsen ist mit der dänischen Handballspielerin Helena Elver liiert.

## Erfolge
mit GOG
- Dänischer Vizemeister 2019
- Dänischer Pokalsieger 2019

mit Flensburg
- EHF European League 2024 und 2025

mit Dänemark
- Silber bei den Olympischen Spielen 2021
- Weltmeister 2021, 2023, 2025
- Bronze bei der Europameisterschaft 2022
- Silber bei der Europameisterschaft 2024
- Gold bei den Olympischen Spielen 2024

persönliche Auszeichnungen
- Talent des Jahres der Håndboldligaen 2017/18 und 2018/19
- EHF Excellence Awards 2024